# Сторожевое (Ленинский район)
Сторожево́е (до 1945 года Харджибие́; укр. Сторожеве, крымскотат. Harcı Biye, Харджы Бие) — исчезнувшее село в Ленинском районе Республики Крым, располагавшееся на юге района и Керченского полуострова, примерно в 6 км к юго-востоку от современного села Вулкановка.

## История
Первое документальное упоминание села встречается в Камеральном Описании Крыма… 1784 года, судя по которому, в последний период Крымского ханства Харджибие входил в Орта Керченский кадылык Кефинского каймаканства. После присоединения Крыма к России (8) 19 апреля 1783 года, (8) 19 февраля 1784 года, именным указом Екатерины II сенату, на территории бывшего Крымского Ханства была образована Таврическая область и деревня была приписана к Левкопольскому, а после ликвидации в 1787 году Левкопольского — к Феодосийскому уезду Таврической области. Перед Русско-турецкой войной 1787—1791 годов производилось выселение крымских татар из прибрежных селений во внутренние районы полуострова, в ходе которого в Караджиби было переселено 7 человек. В конце войны, 14 августа 1791 года всем было разрешено вернуться на место прежнего жительства. После Павловских реформ, с 1796 по 1802 год, входила в Акмечетский уезд Новороссийской губернии. По новому административному делению, после создания 8 (20) октября 1802 года Таврической губернии, Карджибе был включён в состав Кадыкелечинской волости Феодосийского уезда.
По Ведомости о числе селений, названиях оных, в них дворов… состоящих в Феодосийском уезде от 14 октября 1805 года , в деревне Карджибе числился 31 двор и 103 жителя. На военно-топографической карте генерал-майора Мухина 1817 года деревня Каржбие обозначена с 24 дворами. После реформы волостного деления 1829 года Харджие Бие, согласно «Ведомости о казённых волостях Таврической губернии 1829 года», отнесли к Чалтемирской волости (переименованной из Кадыкелечинской). На карте 1836 года в деревне 20 дворов, как и на карте 1842 года.
В 1860-х годах, после земской реформы Александра II, деревню приписали к Сарайминской волости. Согласно «Списку населённых мест Таврической губернии по сведениям 1864 года», составленному по результатам VIII ревизии 1864 года, Хаджибие — владельческая татарская деревня с 40 дворами, 165 жителями и мечетью при колодцах. По обследованиям профессора А. Н. Козловского начала 1860-х годов, в селении колодцы были глубиной от 2 до 5 саженей (от 4 до 10 м), все с солёной водой. Также имелись ауты, которые высыхали в течение лета (Аут — небольшой пруд в степном Крыму, наполнявшийся дождевой и талой водой). На трёхверстовой карте Шуберта 1865—1876 года в деревне Хартджи-бие обозначено 35 дворов. По «Памятной книге Таврической губернии 1889 года», по результатам Х ревизии 1887 года, в деревне Хартжибие числился 61 двор и 304 жителя.
После земской реформы 1890-х годов деревню передали в состав Петровской волости.
По «…Памятной книжке Таврической губернии на 1892 год» в безземельной деревне Харджибие, не входившей ни в одно сельское общество, числилось 292 жителя, домохозяйств не имеющих. На верстовой карте Крыма 1896 года в селении обозначено 70 дворов с татарским населением и мечеть. По «…Памятной книжке Таврической губернии на 1902 год» в деревне Хартджибие, входившей в Джапар-Бердынское сельское общество, числилось 300 жителей в 69 домохозяйствах. На 1914 год в селении действовало земское училище. По Статистическому справочнику Таврической губернии. Ч.II-я. Статистический очерк, выпуск пятый Феодосийский уезд, 1915 год, в деревне Харджибие (на земле Грамматикова и Эбного, вакуф) Петровской волости Феодосийского уезда числилось 87 дворов (17 дворов с землёй, 70 — безземельные) с татарским населением в количестве 311 человек приписных жителей и 82 «посторонних», из которых 218 мужчин и 185 женщин. Жители владели 1117 десятинами удобной земли. В хозяйствах имелось 293 лошади, 105 волов, 110 коров и 1345 голов овец, свиней, или коз.
После установления в Крыму Советской власти, по постановлению Крымревкома, 25 декабря 1920 года был образован Керченский (степной) уезд, а, постановлением ревкома № 206 «Об изменении административных границ» от 8 января 1921 года была упразднена волостная система и село вошло в состав Петровского района Керченского уезда, а в 1922 году уезды получили название округов. 11 октября 1923 года, согласно постановлению ВЦИК, в административное деление Крымской АССР были внесены изменения, в результате которых округа были отменены, Петровский район упразднили, влив в Керченский район. Согласно Списку населённых пунктов Крымской АССР по Всесоюзной переписи 17 декабря 1926 года, в селе Харджи-Бие, центре Харжи-Биенского сельсовета Керченского района, числился 71 двор, все крестьянские, население составляло 318 человек, из них 314 татар и 4 русских, в селе действовала татарская школа I ступени (пятилетка). Постановлением ВЦИК «О реорганизации сети районов Крымской АССР» от 30 октября 1930 года (по другим сведениям 15 сентября 1931 года) Керченский район упразднили и село включили в состав Ленинского. По данным всесоюзной переписи населения 1939 года в селе проживало 414 человек. На подробной карте РККА Керченского полуострова 1941 года в Харджи-Бие отмечено 80 дворов.
В годы Великой Отечественной войны, во время Керченской оборонительной операции, а села располагался советский аэродром, во второй половине дня 9 мая 1942 года захваченный фашистами.
В 1944 году, после освобождения Крыма от фашистов, согласно постановлению ГКО № 5859 от 11 мая 1944 года, 18 мая крымские татары были депортированы в Среднюю Азию. Указом Президиума Верховного Совета РСФСР от 21 августа 1945 года Хартжибиев (так в указе) был переименован в Сторожевое и Хартжибиевский сельсовет — в Сторожевской. С 25 июня 1946 года селение в составе Крымской области РСФСР. Исключено из учётных данных в 1952 году, судя по доступным источникам, в связи с организацией Керченского полигона.

### Динамика численности населения
| - 1805 год — 103 чел. - 1864 год — 165 чел. - 1889 год — 304 чел. - 1892 год — 292 чел. | - 1902 год — 300 чел. - 1915 год — 311/82 чел. - 1926 год — 318 чел. - 1939 год — 414 чел. |